# Rollo May
Rollo May (Ada, Ohio, 21 de abril de 1909-Tiburón, California, 22 de octubre de 1994) fue un psicólogo y psicoterapeuta existencialista estadounidense. Pionero de la psicología y psicoterapia existencial en América. Aunque con frecuencia se le asocia con la psicología humanista, se diferencia de otros psicólogos humanistas como Maslow o Rogers al mostrar un entendimiento más agudo de las dimensiones trágicas de la existencia humana. Era un amigo cercano del teólogo Paul Tillich.

## Biografía
May tuvo una niñez difícil pues vivía en un pueblo en el que se practicaba el «antiintelectualismo», sus padres se divorciaron mientras el estudiaba en el Seminario Teológico Unión en Nueva York por lo que se vio obligado a interrumpir sus estudios. Entró al seminario no con el fin de ser sacerdote sino para resolver e investigar sobre el significado de la desesperación, el suicidio y la ansiedad, cuestiones ignoradas por la psicología en ese entonces. Su hermana sufrió un colapso mental, que su padre interpretó como una sobrecarga de estudio a lo que May respondió con una actitud en contra del "mal antiintelectualista" en su pueblo. Su odisea educativa tuvo lugar en el Michigan State College y el Oberlin College.
Fue profesor durante alrededor de un año en Grecia, donde enseñaba clases de inglés a jóvenes, pero entra en una depresión la cual se ve reflejada en sus dibujos y escritos. Durante este periodo también denota la influencia que tuvo de la filosofía griega. 
Obtuvo su doctorado en psicología clínica de la Universidad de Columbia en 1949. Pasó los últimos años de su vida en Tiburón (California), donde murió en octubre de 1994.

## Obra
Ha escrito, entre otros, los siguientes libros:
- La valentía de crear
- Libertad y destino en psicoterapia
- El dilema del hombre (1967)
- La necesidad del mito
- Amor y voluntad (1969)

## Pensamiento
May estuvo influenciado por el humanismo estadounidense y se interesó por reconciliar la psicología existencialista con otras aproximaciones, especialmente el psicoanálisis de Freud. Su primer libro, El significado de la ansiedad estaba basado en su disertación doctoral, basada ésta en la lectura del filósofo del siglo XIX, Søren Kierkegaard.

### Desarrollo humano
Definió ciertas etapas del desarrollo humano:
- Inocencia: Es la etapa preautoconsciente de los infantes. El inocente solo hace lo que se supone debe hacer. Sin embargo, un inocente tiene cierto grado de albedrío orientado a la satisfacción de sus necesidades.

- Rebelión: La persona rebelde desea libertad pero no tiene aún entendimiento completo de la responsabilidad que eso implica.

- Ordinario:  El ego del adulto normal ya ha comprendido la responsabilidad, pero la encuentra muy compleja de manejar. Entonces busca refugio en la conformidad y los valores tradicionales.

- Creativo: Es el adulto auténtico, en la etapa existencial, más allá del ego y auto-actualizable. Esta es la persona quien, aceptando el destino, enfrenta a la ansiedad con coraje.

Estas no son etapas en el sentido tradicional. Un niño puede ser inocente, ordinario o creativo en diferentes momentos; un adulto puede ser rebelde. 

### Sobre la religión y el ateísmo
En referencia al ateísmo u otras enseñanzas, afirmó: 

La religión verdadera, a saber, una afirmación fundamental del significado de la vida, es algo sin lo cual ninguna criatura humana puede ser saludable respecto a personalidad. [...] ¿Qué le sucede a la salud mental cuando está ausente este significado que la religión proporciona? En otras palabras, ¿qué efecto tiene el ateísmo en la personalidad? [...] Me ha causado alarma el hecho de que prácticamente todo ateo genuino con quien he tratado ha exhibido inequívocas tendencias neuróticas.